# I Got a Boy
I Got a Boy ist ein Lied der K-Pop-Mädchengruppe Girls’ Generation.

## Veröffentlichung auf YouTube
Am 1. Januar 2013 wurde  I Got a Boy auf YouTube hochgeladen. Mit über 10 Millionen Aufrufen innerhalb von 55 Stunden erreichte das Musikvideo Platz 2 der YouTube Music Charts; gleich hinter Psys Gangnam Style.

## Rezeption
In den USA wurde das Lied von Kritikern überwiegend positiv aufgenommen. Laut der Los Angeles Times haben Girls’ Generation die verschiedenen Musikelemente des Liedes "geschickt zusammengefasst".

“...one of the most-forward thinking lead pop singles heard in any country. With this title track, Girls’ Generation just set the bar truly high for pop in 2013.”

“The K-Pop megagroup Girls’ Generation (also known as SNSD is Korea) released a new album in Korea at the beginning of this year. Its catchy, multi-genre, Korean-language title track, ”I Got a Boy,” has garnered more than 25 million views...”

Nick Catucci von Rolling Stone gab dem Song 3,5 von 5 Sternen, und verglich I Got a Boy mit „musikalisch-gymnastischer Routine“. Liza Darwin von MTV schrieb, dass es „unmöglich“ sei I Got A Boy auf YouTube nur einmal anzusehen.

## Chartplatzierungen
| ChartsChartplatzierungen | Höchstplatzierung | Wochen |
| ------------------------ | ----------------- | ------ |
| Südkorea (KMCA)          | 1 (15 Wo.)        | 15     |

| ChartsJahrescharts (2013) | Platzierung |
| ------------------------- | ----------- |
| Südkorea (KMCA)           | 13          |